# ASMPT
ASMPT（港交所：0522、OTCBB：ASMVY
，前稱ASM太平洋）是一家在香港交易所上市的工業公司。主要業務是設計、製造及銷售半導體工業所用之器材、工具及物料。ASM太平洋在開曼群島註冊。
2010年，ASM太平洋收購西門子旗下的Siemens Electronics Assembly Systems（簡稱：SEAS），拓展電子裝嵌系統市場。收購價為1歐元，ASM並承諾會向SEAS增資2.02億元，並在3年內再提供2.02億元貸款融資。
2022年8月，ASM太平洋（ASM Pacific Technology）為避免與ASM國際（ASM International）混淆而改稱ASMPT。